# پای کاستارد
پای کاستارد (انگلیسی: Custard pie) هر نوع مخلوط کاستارد نپخته است که به پوستهٔ پای نپخته یا نیمه پخته اضافه شده و با هم پخته می‌شود.